# Fudbalski klub Crvena zvezda Gnjilane
La FK Crvena zvezda Gnjlane (in serbo Фудбалски клуб Црвена звезда Гњилане – ФК Црвена звезда Гњиланe?, Fubalski klub Crvena zvezda Gnjilane, "FC Stella Rossa di Gnjilan") era una società calcistica della Jugoslavia con sede a Gjilan, fondata nel 1945. Nel 1999, durante la guerra del Kosovo disputava la seconda divisione, si è ritirata dal torneo, i calciatori di etnia serba se ne sono andati e la società si è sciolta.

## Storia
La squadra è stata fondata nel 1945 da Serbi a Gjilan nell'allora RSF Jugoslavia. Il nome Crvena zvezda („stella rossa“) si riferiva al movimento operaio che era anche il simbolo del club. Ha sempre militato nei campionati minori del paese, i maggiori successi furono la vittoria nel 1963, nel 1985 e nel 1998 della Lega Kosovara, allora terzo livello del sistema calcistico jugoslavo. Ai tempi era una delle squadre più famose del Kosovo.
Nato a maggioranza serba, nel 1952 è divenuto "multietnico" grazie all'assorbimento dei calciatori albanesi del dissolto KF Drita, club sgradito dal regime jugoslavo visti i riferimenti alla cultura albanese.
Durante e dopo la guerra del Kosovo del 1999, la situazione del club, dei giocatori e dei dirigenti è peggiorata drammaticamente: secondo le stime della Organizzazione per la sicurezza e la cooperazione in Europa (OSCE), dei 25000 serbi che vivevano al tempo in zona, ne sono rimasti solamente 624.
Il club è stato sciolto ed il suo stadio da allora viene utilizzato dalle squadre di etnia albanese: KF Drita (fondato nel 1947) e KF Gjilani (fondato nel 1995).

### Campionato
| Stagione          | Liv. | Campionato            | n° sqr   | Pos.     |
| ----------------- | ---- | --------------------- | -------- | -------- |
| R.S.F. JUGOSLAVIA |      |                       |          |          |
| 1962-63           | III  | Lega Kosovara         |          | 1º       |
| 1984-85           | III  | Lega Kosovara         |          | 1º       |
| 1985-86           | II   | Druga Liga - Gir. Est | 18       | 14º      |
| 1986-87           | II   | Druga Liga - Gir. Est | 18       | 14º      |
| 1987-88           | II   | Druga Liga - Gir. Est | 18       | 15º      |
| 1988-89           | III  | Treća Liga - Gir. Est | 18       | 12º      |
| 1989-90           | III  | Treća Liga - Gir. Est | 18       | 14º      |
| 1990-91           | III  | Treća Liga - Gir. Est | 18       | 10º      |
| 1991-92           | III  | Treća Liga - Gir. Est | 16       | 13º      |
| R.F. JUGOSLAVIA   |      |                       |          |          |
| 1998-99           | II   | Druga Liga - Gir. Est | 18       | 17º      |
| 1999-00           | II   | Druga Liga - Gir. Est | ritirato | ritirato |

### Coppa
| Coppa                     | Turno      | Squadra in casa | Risultato | Squadra in trasferta |
| ------------------------- | ---------- | --------------- | --------- | -------------------- |
| R.S.F. JUGOSLAVIA         |            |                 |           |                      |
| Kup Jugoslavije 1991-1992 | sedicesimi | CZ Gnjilane     | n.d.      | Olimpia Lubiana      |
| Kup Jugoslavije 1991-1992 | ottavi     | Vojvodina       | 6 - 0     | CZ Gnjilane          |
| Kup Jugoslavije 1991-1992 | ottavi     | Vojvodina       | 4 - 1     | CZ Gnjilane          |
| R.F. JUGOSLAVIA           |            |                 |           |                      |
| Kup Jugoslavije 1998-1999 | sedicesimi | CZ Gnjilane     | 1 - 3     | Železnik Belgrado    |

## Giocatori di rilievo
- Zoran Antić
- Zlatko Đorić